# Jacques-Henri Bernardin de Saint-Pierre

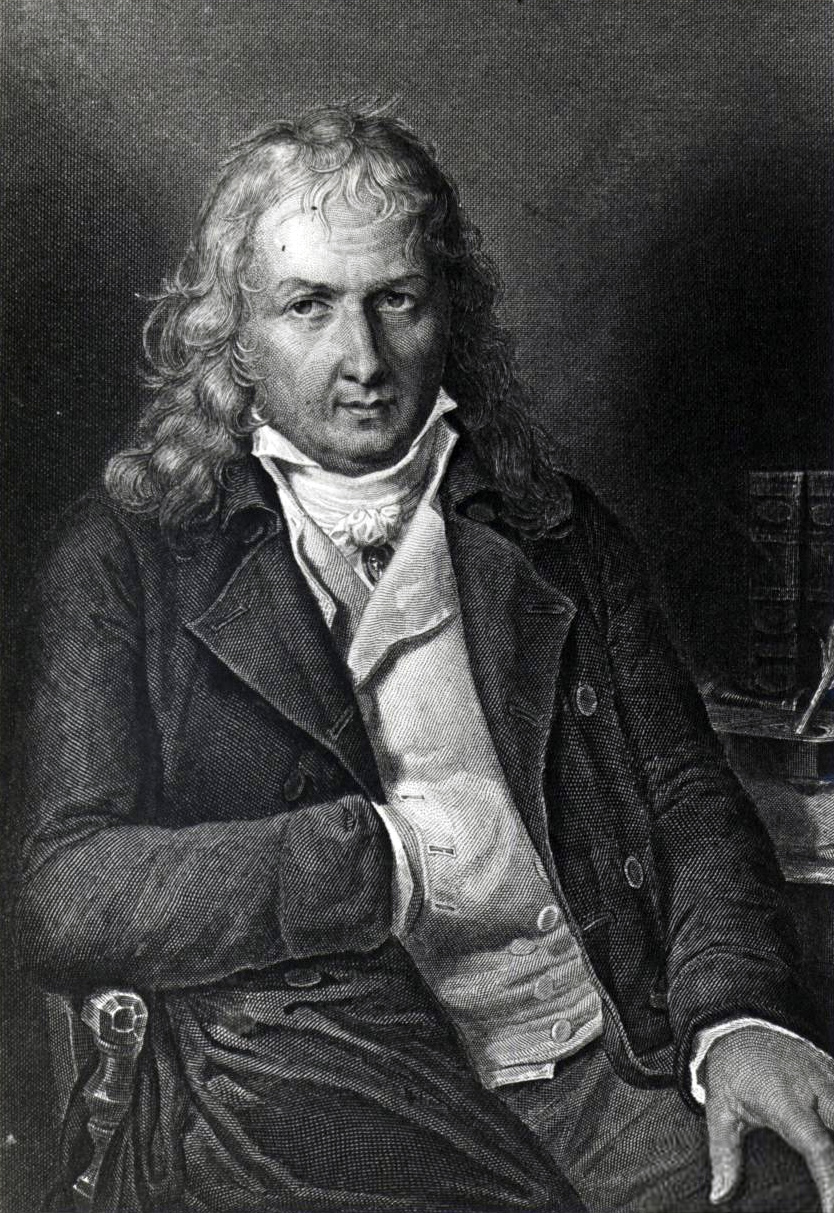
Jacques-Henri Bernardin de Saint-Pierre

Jacques Henri Bernardin de Saint-Pierre (* 19. Januar 1737 in Le Havre; † 21. Januar 1814 in Éragny bei Paris) war ein französischer Schriftsteller.

## Leben und Schaffen
Saint-Pierre (so sein eigentlicher Nachname, auch wenn er in Literaturgeschichten und Lexika oft unter Bernardin geführt wird) wuchs in bescheidenen Verhältnissen in Le Havre auf, erhielt eine passable Schulbildung und wurde von der Literatur „angesteckt“ als er Robinson Crusoe las. Sein Onkel, ein Kapitän, soll ihn ca. 1749 nach Westindien mitgenommen haben. Nachher studierte er Straßen- und Brückenbau an der neu gegründeten École nationale des ponts et chaussées. Anschließend trat er als Ingenieur in die französische Armee ein, die gerade an der Seite Österreichs den Siebenjährigen Krieg (1756–63) gegen Preußen und England führte. Er musste 1762 aber, als schwierige Person verschrien, seinen Abschied nehmen. Hiernach führte er eine unstete, von nebulösen Projekten und deren Scheitern bestimmte Existenz mit Reisen und längeren Aufenthalten in Russland und Deutschland. 1768 reiste er mit einem Auftrag als Planungsingenieur auf die damals französische Insel Mauritius (Île de France) im Indischen Ozean, fand aber keinen rechten Tätigkeitsbereich und beschäftigte sich mit Naturstudien.
1771 ließ sich Saint-Pierre mittellos in Paris nieder und begann zu schriftstellern. Als er nicht den erhofften Kontakt zu den Encyclopédisten fand, befreundete er sich mit dem zurückgezogen am Stadtrand lebenden Jean-Jacques Rousseau und wurde dessen Jünger. Sein erstes Werk: Voyage à l'Isle de France (= Reise zur Île de France, 1773), blieb unbeachtet. Ein Erfolg dagegen wurden die dreibändigen Études de la nature (= Naturstudien, 1784), deren schwärmerische Bewunderung und häufig äußerst spekulative Erklärung der „Natur“ offenbar den Zeitgeist traf.

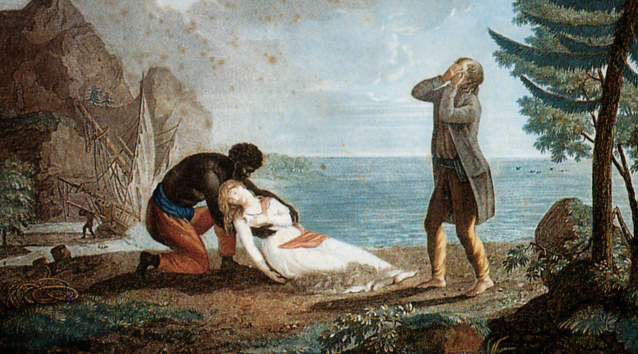
La mort de Virginie. Kolorierter Kupferstich von Legrand nach einer Vorlage von Michel Lambert, Ende 18. Jahrhundert (Ausschnitt)

Der dritten Neuausgabe der Études (1788) hängte Saint-Pierre zaghaft als vierten Band den kleinen Roman Paul et Virginie an, der überraschend gut einschlug. Er erlebte ab 1789, in der Regel separat gedruckt, eine Neuauflage nach der anderen (viele davon illustriert), wurde übersetzt, dramatisiert und vertont und diente als Vorlage für viele Gemälde und Stiche. In meist gekürzten und „gereinigten“ Ausgaben etablierte es sich rasch als klassisches Kinderbuch (das z. B. Gustave Flaubert um 1850 wie selbstverständlich als romaneske Lektüre Emma Bovarys anführt). Paul et Virginie gehörte zu den Lieblingsbüchern von Alexander von Humboldt und wurde von ihm auf seiner Amerikareise erinnert.
Der Roman thematisiert, in der Nachfolge von Rousseaus Julie oder Die neue Heloise, die Schwierigkeiten, die eine ständische Gesellschaft Liebesehen zwischen ungleichen Partnern in den Weg zu legen pflegt. Er erzählt die Geschichte zweier Halbwaisen, die zusammen mit ihren Müttern in der Naturidylle der Insel Mauritius unbeschwert von Klassengegensätzen miteinander aufwachsen, bis eine adelige Großtante Virginies diese nach Frankreich holt und so die sich inzwischen liebenden jungen Leute trennt – für immer; denn Virginie, die sich nicht standesgemäß verheiraten lassen, sondern Paul treu bleiben will, wird, von der erbosten Tante zurückgeschickt, auf der Rückreise Opfer eines Schiffbruchs, und Paul wird durch die desillusionierenden Vorträge, die ihm ein befreundeter alter Mann über die starre Klassengesellschaft im Frankreich des Ancien Régime hält, so frustriert, dass er nach Virginies Tod den Lebensmut verliert und stirbt.
Dank des Erfolgs der Études und vor allem von Paul et Virginie (1788) erreichte Saint-Pierre endlich auch gesellschaftliche Anerkennung. So war er 1789 als Hauslehrer für den Dauphin im Gespräch. 1792 heiratete er die Tochter seines Verlegers und wurde zum letzten Intendanten des Jardin du Roi ernannt. 1794 wurde er als Professor für Moral an die neu gegründete Pariser Lehrerbildungsstätte (die spätere École normale supérieure) berufen. 1795 wurde er Mitglied des soeben durch Zusammenlegung mehrerer Akademien geschaffenen Institut de France. Naturgemäß verfasste er auch nach Paul et Virginie noch etliche kürzere und längere Werke, darunter die Erzählungen La Chaumière indienne (= Die indische Hütte) und Le Café de Surate (beide 1790), doch blieben sie weitgehend unbeachtet. Postum 1815 kamen die dreibändigen Harmonies de la nature heraus, die ebenfalls an den Erfolg der Études nicht anknüpfen konnten.
Nachdem Saint-Pierre vom späten 18. bis zum frühen 20. Jahrhundert dank Paul et Virginie jedem gebildeteren Franzosen von Kindheit an ein Begriff war, ist er heute nahezu vergessen.

## Vertonungen
Der französische Komponist Erik Satie arbeitete zusammen mit Jean Cocteau und Raymond Radiguet an einer (letztlich unvollendet gebliebenen) Opernvertonung von Paul et Virginie. 1989 vertonte der deutsche Komponist Moritz Eggert den Stoff als Puppenoper mit dem Titel Paul und Virginie für die Münchener Biennale für Neues Musiktheater.